# Psittacula eques
Psittacula eques là một loài vẹt đặc hữu tại Mauritius ở phía nam Ấn Độ Dương. Nó là loài vẹt duy nhất còn tồn tại của quần đảo Mascarene; các loài khác đều đã tuyệt chủng do hoạt động của con người. Loài Vẹt Réunion (Psittacula eques eques) của vùng Réunion ở gần đó trước đây được coi là một loài riêng biệt, nhưng một nghiên cứu DNA năm 2015 xác định rằng nó là một phân loài của cùng một loài với quần thể Mauritius.

## Phân loại

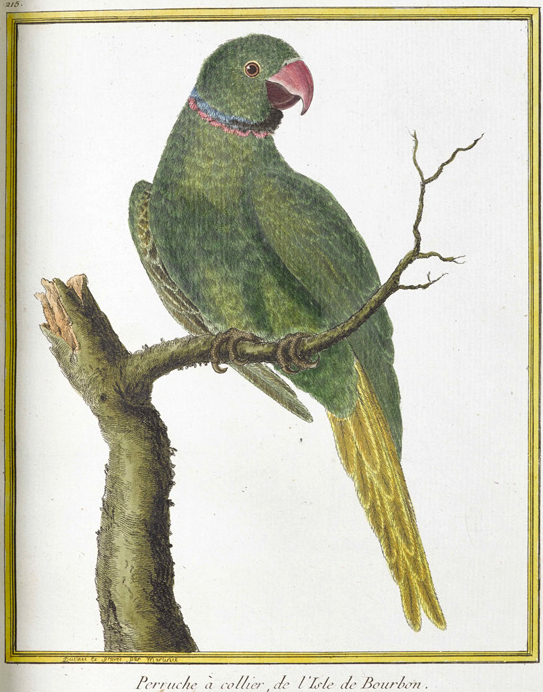
Mô tả loại của P. eques, bởi François-Nicolas Martinet, 1779

Việc thay đổi tên khoa học của nó từ Psittacula echo gần đây đã được chấp nhận rộng rãi. Một sự dồi dào các bằng chứng gián tiếp ngày nay gợi ra rằng loài vẹt Réunion trong giả thuyết (trước đây được mô tả là Psittacula eques, dựa trên một bức vẽ và các báo cáo tin đồn) thực sự có tồn tại. Vẹt Réunion là các họ hàng gần nhất, và có lẽ là cùng loài, với vẹt Mauritius.
Một bộ da nhồi đã được phát hiện tại Bảo tàng Hoàng gia Scotland, rõ ràng liên quan tới một mô tả trong sách của vẹt Réunion. Đây có thể là bằng chứng vật chất duy nhất về sự tồn tại của loài vẹt này, hoặc là từ Mauritius. Kể cả trong trường hợp đó, phân tích DNA cổ của mẫu vật này sẽ mang đến nhận thức mới cho những câu hỏi này, bởi vì có rất ít dữ liệu tồn tại về sự đa dạng di truyền của loài vẹt Mauritius vào thời kỳ trước.
Ngoài bộ da nhồi, nó được biết đến từ các mô tả cũng như minh họa của thứ mà vẫn chưa biết chúng được vẽ từ mẫu vật sống hay được nhồi.  Nó đã có quan hệ gần gũi tới loài vẹt Mauritius vẫn còn tồn tại nhưng đang nguy cấp và tuyệt chủng vào khoảng năm 1770.

### Tiến hóa
Nhiều loài chim đang tồn tại hoặc đã tuyệt chủng đặc hữu tại quần đảo Mascarene thì bắt nguồn từ các tổ tiên Nam Á, bao gồm cả chim dodo, và một nguồn gốc Nam Á đã được đề xuất cho cả loài vẹt. Mực nước biển thì thấp hơn trong suốt Thế Canh Tân, vậy nên có khả năng loài này đã "nhảy" sang các đảo cách biệt. Trong số khoảng tám loài vẹt Mauritius đặc hữu, tất cả loài trừ vẹt Mauritius đều đã tuyệt chủng. Mặc dù nhiều trong số chúng không được hiểu biết nhiều, các mảnh hóa thạch còn lại cho thấy chúng có chung các đặc điểm như đầu và hàm lớn, các bộ phận ở ngực bị tiêu biến, và các bộ phận ở chân thì khỏe mạnh. Julian Hume đã gợi ý rằng nguồn gốc chung của chúng là nội trong tông Psittaculini, dựa trên các đặc điểm hình thái và sự thật là vẹt Psittacula đã xoay xở để chiếm được nhiều đảo tách biệt ở Ấn Độ Dương. Nhóm này có lẽ đã xâm chiếm khu vực một vài lần, vì nhiều loài đã trở nên đặc biệt tới mức chúng có thể đã rẽ nhánh trên các đảo điểm nóng trước khi Mascarenes trồi lên từ biển.
Cây phân nhánh dưới đây cho thấy vị trí phát sinh chủng loài của phân loài vẹt Mauritius và Réunion, theo như Jackson và các cộng sự, 2015:

|  | Psittacula krameri parvirostris                                                                |
|  |                                                                                                |
|  | \| \| Psittacula krameri manillensis \| \| \| \| \| \| Psittacula krameri borealis \| \| \| \| |
|  |                                                                                                |
|  | Psittacula krameri manillensis                                                                 |
|  |                                                                                                |
|  | Psittacula krameri borealis                                                                    |
|  |                                                                                                |

|  | Psittacula krameri manillensis |
|  |                                |
|  | Psittacula krameri borealis    |
|  |                                |

|  | \| \| Psittacula echo (Vẹt Mauritius) \| \| \| \| \| \| Psittacula eques (Vẹt Réunion) \| \| \| \| |
|  | |
|  | Psittacula exsul                                                                                   |
|  | |
|  | Psittacula echo (Vẹt Mauritius)                                                                    |
|  | |
|  | Psittacula eques (Vẹt Réunion)                                                                     |
|  | |

|  | Psittacula echo (Vẹt Mauritius) |
|  |                                 |
|  | Psittacula eques (Vẹt Réunion)  |
|  |                                 |

|  | Psittacula krameri parvirostris                                                                |
|  |                                                                                                |
|  | \| \| Psittacula krameri manillensis \| \| \| \| \| \| Psittacula krameri borealis \| \| \| \| |
|  |                                                                                                |
|  | Psittacula krameri manillensis                                                                 |
|  |                                                                                                |
|  | Psittacula krameri borealis                                                                    |
|  |                                                                                                |

|  | Psittacula krameri manillensis |
|  |                                |
|  | Psittacula krameri borealis    |
|  |                                |

|  | \| \| Psittacula echo (Vẹt Mauritius) \| \| \| \| \| \| Psittacula eques (Vẹt Réunion) \| \| \| \| |
|  | |
|  | Psittacula exsul                                                                                   |
|  | |
|  | Psittacula echo (Vẹt Mauritius)                                                                    |
|  | |
|  | Psittacula eques (Vẹt Réunion)                                                                     |
|  | |

|  | Psittacula echo (Vẹt Mauritius) |
|  |                                 |
|  | Psittacula eques (Vẹt Réunion)  |
|  |                                 |

|  | Psittacula krameri parvirostris                                                                |
|  |                                                                                                |
|  | \| \| Psittacula krameri manillensis \| \| \| \| \| \| Psittacula krameri borealis \| \| \| \| |
|  |                                                                                                |
|  | Psittacula krameri manillensis                                                                 |
|  |                                                                                                |
|  | Psittacula krameri borealis                                                                    |
|  |                                                                                                |

|  | Psittacula krameri manillensis |
|  |                                |
|  | Psittacula krameri borealis    |
|  |                                |

|  | \| \| Psittacula echo (Vẹt Mauritius) \| \| \| \| \| \| Psittacula eques (Vẹt Réunion) \| \| \| \| |
|  | |
|  | Psittacula exsul                                                                                   |
|  | |
|  | Psittacula echo (Vẹt Mauritius)                                                                    |
|  | |
|  | Psittacula eques (Vẹt Réunion)                                                                     |
|  | |

|  | Psittacula echo (Vẹt Mauritius) |
|  |                                 |
|  | Psittacula eques (Vẹt Réunion)  |
|  |                                 |

|  | Psittacula krameri parvirostris                                                                |
|  |                                                                                                |
|  | \| \| Psittacula krameri manillensis \| \| \| \| \| \| Psittacula krameri borealis \| \| \| \| |
|  |                                                                                                |
|  | Psittacula krameri manillensis                                                                 |
|  |                                                                                                |
|  | Psittacula krameri borealis                                                                    |
|  |                                                                                                |

|  | Psittacula krameri manillensis |
|  |                                |
|  | Psittacula krameri borealis    |
|  |                                |

|  | \| \| Psittacula echo (Vẹt Mauritius) \| \| \| \| \| \| Psittacula eques (Vẹt Réunion) \| \| \| \| |
|  | |
|  | Psittacula exsul                                                                                   |
|  | |
|  | Psittacula echo (Vẹt Mauritius)                                                                    |
|  | |
|  | Psittacula eques (Vẹt Réunion)                                                                     |
|  | |

|  | Psittacula echo (Vẹt Mauritius) |
|  |                                 |
|  | Psittacula eques (Vẹt Réunion)  |
|  |                                 |

Tuy nhiên, Cheke và Justin J. F. J. Jansen đã chỉ ra trong năm 2016 rằng mẫu vật duy nhất được nghĩ rằng là một con vẹt Réunion thì không có thông tin về nguồn gốc rõ ràng, và có lẽ chỉ đơn giản là một con vẹt Mauritius. Họ cũng nghi ngờ có thể vẹt Réunion và Mauritius là các loài khác nhau.